# Вильем из Мёрбеке
Ви́льем из Мёрбеке (Willem van Moerbeke, Wilhelmus de Moerbeke, 1215, Мёрбеке, Брабант, Священная Римская империя или Morbecque, Фландрия — не позднее 20 октября 1286, Коринф, Ахейское княжество) — фландрийский монах-доминиканец, богослов, большой знаток греческого языка, переводчик на латинский язык, впоследствии — архиепископ Коринфа. Приятель Фомы Аквинского, по его просьбе перевёл ряд трудов Аристотеля, — это были первые переводы трудов Аристотеля с оригинала, а не с арабского перевода. Перевёл также математические труды Герона Александрийского и Архимеда и «Первоосновы теологии» Прокла, произведения Плутарха и др.